# 保赤医院
保赤医院是19世纪在福建省厦门市的一家教会医院。
1842年2月24日，美国传教士雅裨理到厦门鼓浪屿宣教,为了从事医疗宣教事工，他将自己鼓浪屿的住宅作为门诊所。不久，美国医生甘明到达厦门，与雅裨理同工。
1844年，门诊所迁至厦门寮仔后（现思明区鹭江道和平码头附近）。后移居旗冒洋行的大史巷（现思明区人和路和大同路之间）。
1845年雅裨理由于严重的肺结核回到美国，医院移交给英长老会和英伦敦会的医生经营。
1883年，英长老会将医院搬到在竹树脚（现思明区开禾路附近）新购得土地，并将管理权转交给美国归正会。医院成为美国归正会在漳州平和县小溪镇创办的救世医院的厦门分院，日常事务由竹树堂教会负责，称保赤医院或竹树脚医院。
1898年，郁约翰（Dr. John Abraham Otte）将救世医院总院迁至厦门鼓浪屿，保赤医院划为鼓浪屿救世医院的分院，郁约翰担任医院院长。
1933年，医院停办。